# Nikolaikirche (Treia)

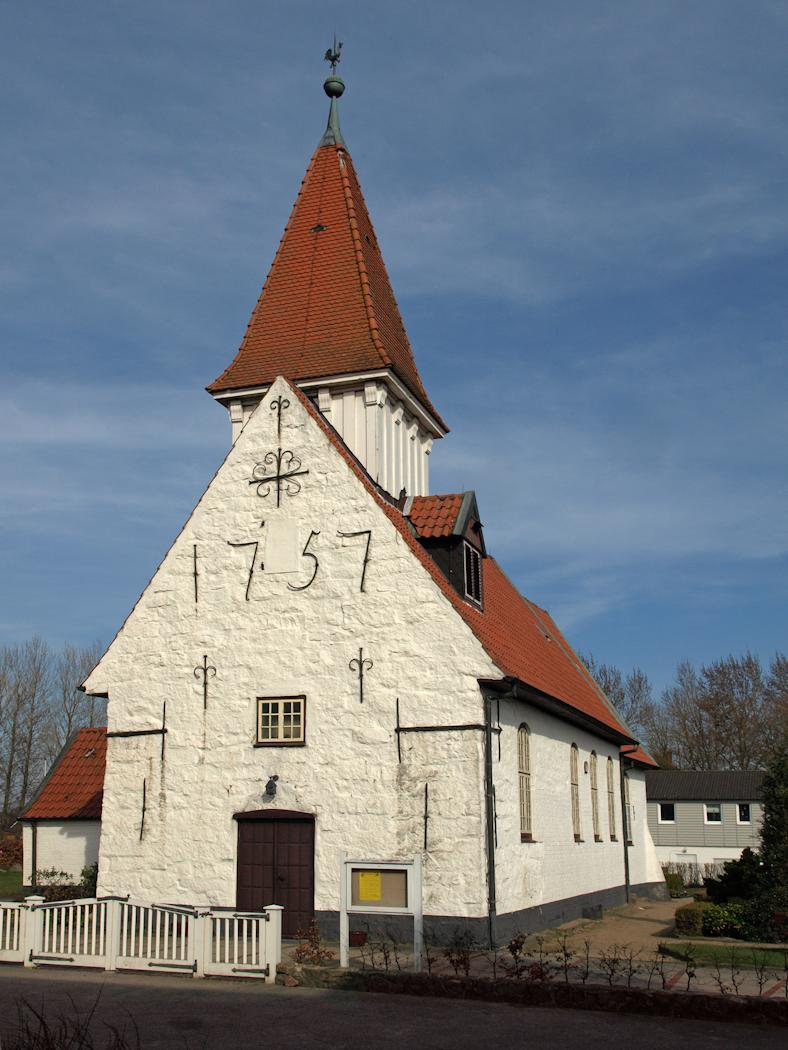
St. Nikolai in Treia
Westfassade

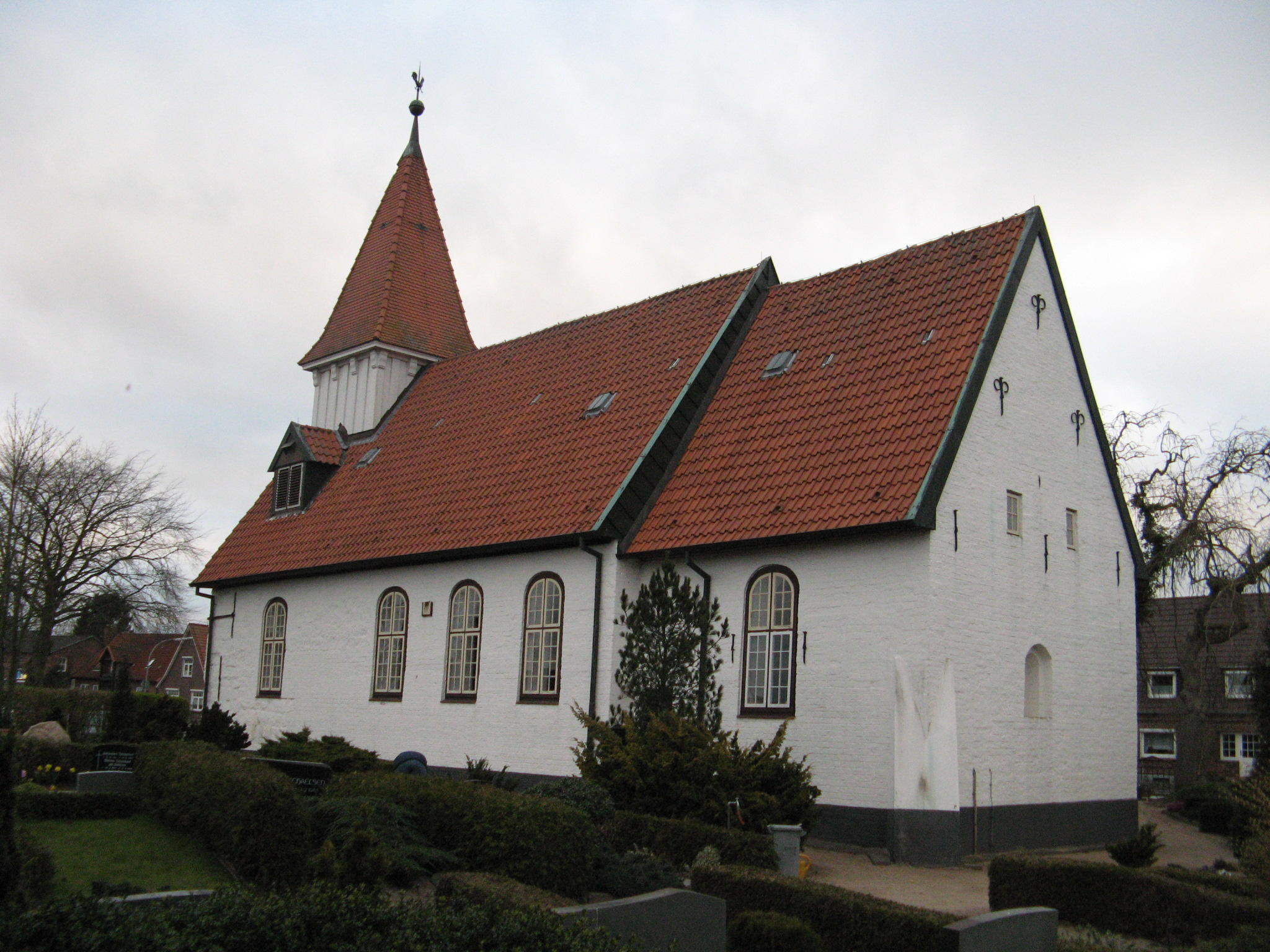
Kirche von Südosten
Schiff mit eingerücktem Kastenchor

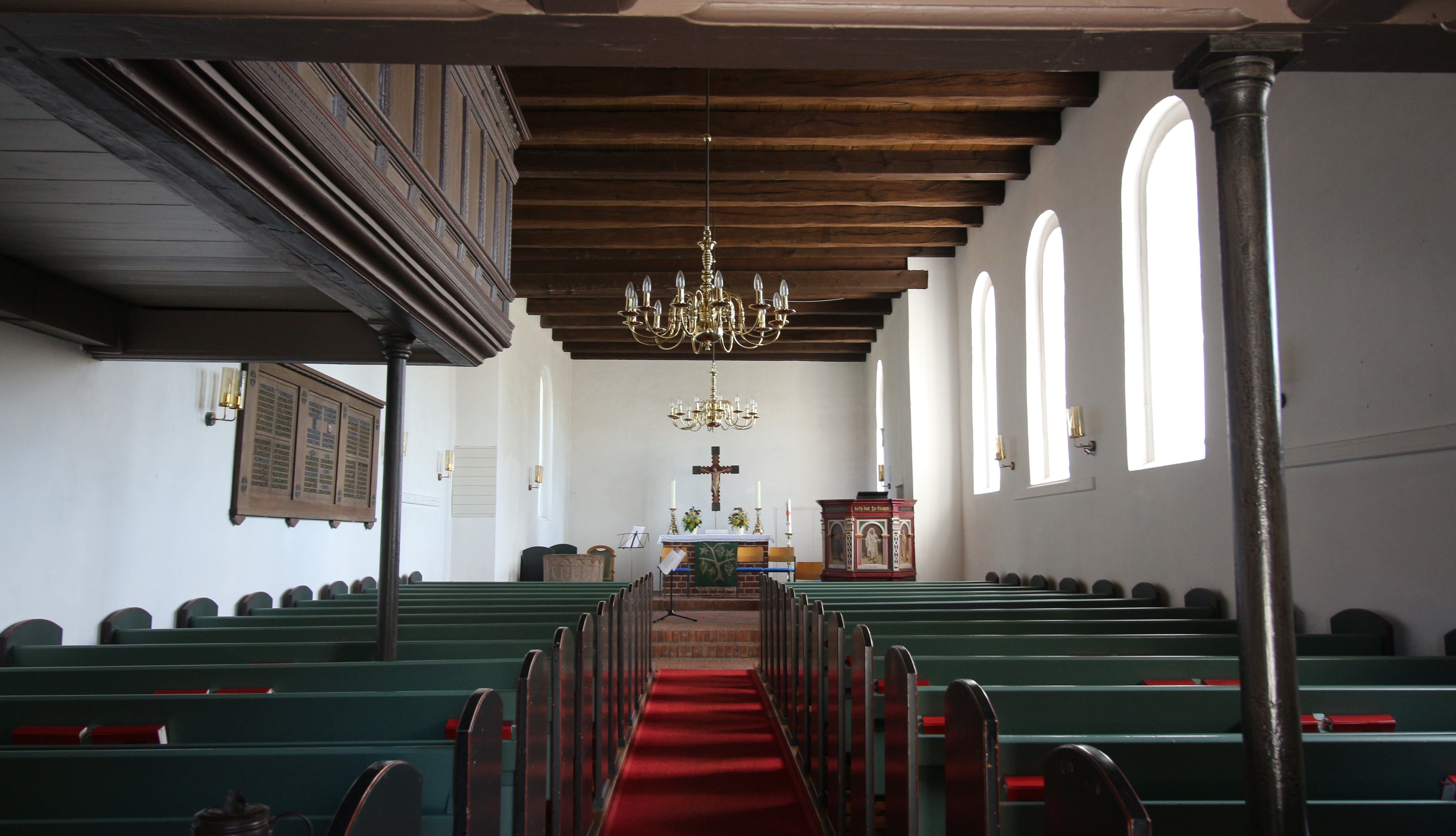
Blick zum Altar (2015)

Die Nikolaikirche in Treia liegt an der Bundesstraße 201 nahe der Treenebrücke. Hier kreuzten sich früher zwei wichtige Verkehrswege: die von West nach Ost verlaufende Handelsstraße und die damals stark befahrene Treene. Der weiß getünchte Kirchenbau ist dem Heiligen Nikolaus geweihet, dem Schutzpatron der Schiffer. Das steht wahrscheinlich mit der Lage des Ortes am Fluss in Zusammenhang. Die Kirche gehört der evangelisch-lutherischen Kirchengemeinde Treia im Kirchenkreis Schleswig-Flensburg in der Evangelisch-Lutherischen Kirche in Norddeutschland.

## Baugeschichte
An dem Kreuzungspunkt der Handelsstraße und der Treene befand sich schon im 12. Jahrhundert eine dem heiligen Nikolaus geweihte Kapelle. Dieser Holzbau wurde zu Beginn des 14. Jahrhunderts durch die heutige einschiffige spätgotische Backsteinkirche mit eingezogenem Chor in Kastenform ersetzt. Der Sage nach soll dieser Neubau von drei im Kirchspiel lebenden Jungfrauen gestiftet worden sein. 1756/1757 wurde das Schiff nach Westen verlängert und die Wände um anderthalb Meter erhöht. Davon zeugt die große Jahreszahl, die zusammen mit den kunstvoll geschmiedeten Mauerankern die Westfassade ziert.
Die Kirche hatte ursprünglich keinen festen Turm, sondern einen freistehenden hölzernen Glockenturm vor dem Westgiebel. 1912 erhielt sie dann einen vierkantigen Dachreiter, dessen vorkragendes Zeltdach von Konsolen gestützt wird. Es ist – wie auch das übrige Kirchendach – mit roten Tonziegeln gedeckt. Eine kupferne Spitze mit Kugel und Wetterhahn schließt den Dachreiter nach oben ab. Die Glocke im Dachreiter wurde 1595 von dem Husumer Glockengießer Melcher Lukas gegossen. Sie zeigt zwei Reliefs und Felder mit Inschriften.

## Ausstattung
Der saalartige Innenraum wird von einer Holzbalkendecke überdeckt, die verschalt und verputzt ist. Im Norden und Westen sind Emporen eingebaut. Seit der Renovierung und Umgestaltung in den 1960er Jahren ist der Innenraum sehr schlicht.
Zur Ausstattung gehört aus der Erbauungszeit der Kirche um 1300 der spätromanische Taufstein. Er besteht aus Granit, ist pokalförmig mit einem quadratischen Fußblock und einer zylindrischen Kuppa, die mit flachen Rundbogenarkaden verziert ist. Der Fußblock ist an jeder Ecke mit einem Kopf verziert.
Das Kruzifix auf dem Altartisch ist ein Werk aus der Zeit der Gotik. Es wird auf die zweite Hälfte des 13. Jahrhunderts datiert. Das hölzerne Kreuz mit einer Höhe von 1,11 m ist mit vielen kleinen runden Scheiben besetzt. Außerdem zeigt es vier große runde Endscheiben auf quadratischem Grund. Möglicherweise hing es schon im Vorgängerbau als Triumphkreuz im Chorbogen. Die Fassung stammt aus dem 20. Jahrhundert.
Die Kanzel ist aus dem Jahr 1603, zeigt Formen der Renaissance und ist mit Pilastern und Rundbogenfeldern versehen. Sie wurde im Zuge diverser Renovierungen mehrfach umgestaltet. 1993 wurde die ursprüngliche Fassung mit Darstellung der vier Evangelisten in den Brüstungsfeldern und niederdeutschen Bibelzitaten rekonstruiert. Der Kanzelkorb steht auf einem Sockel aus Backsteinen.
Vom ebenfalls 1603 geschaffenen Altar sind nur Fragmente zweier Engel als Halbfiguren erhalten.

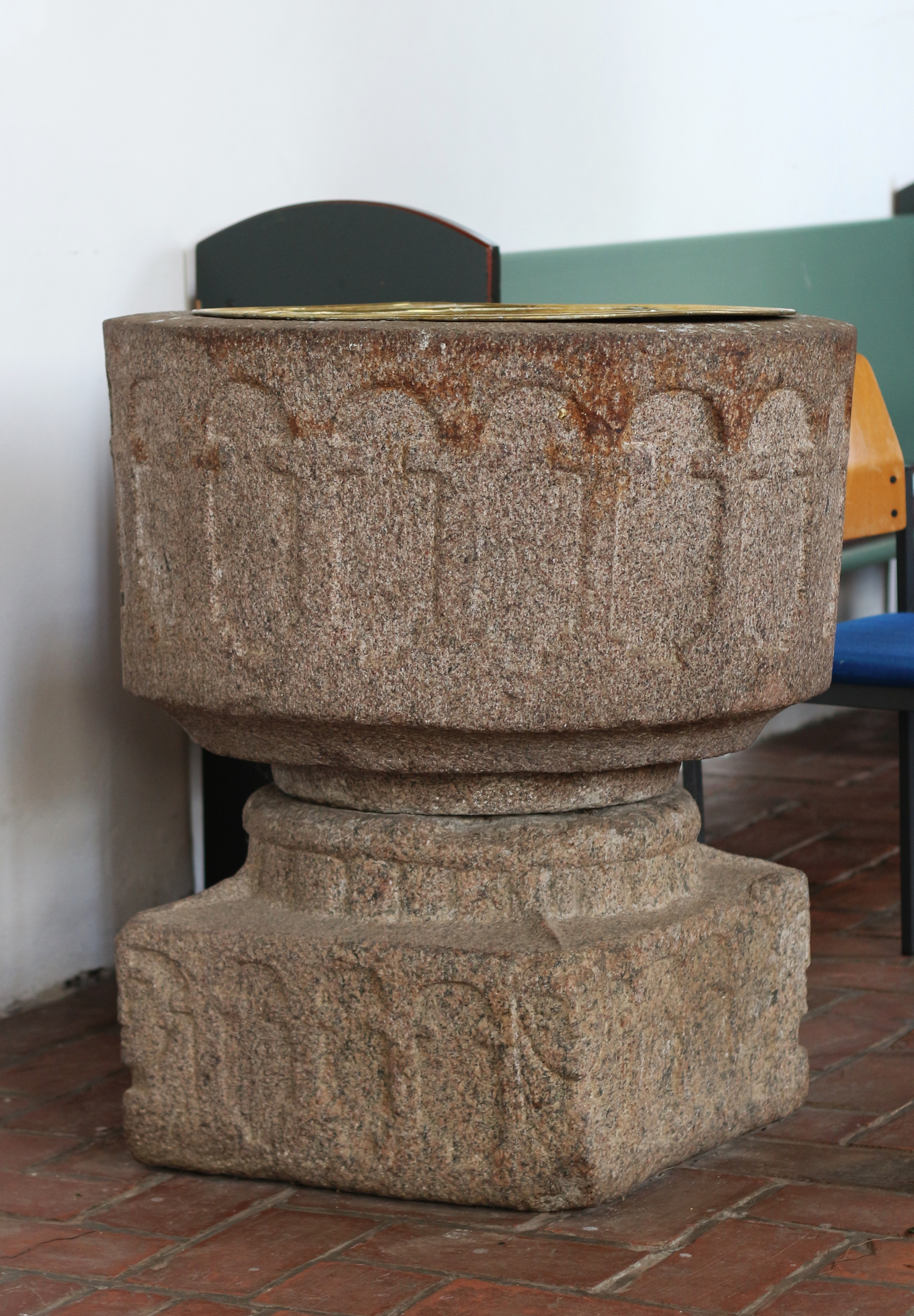
Taufe
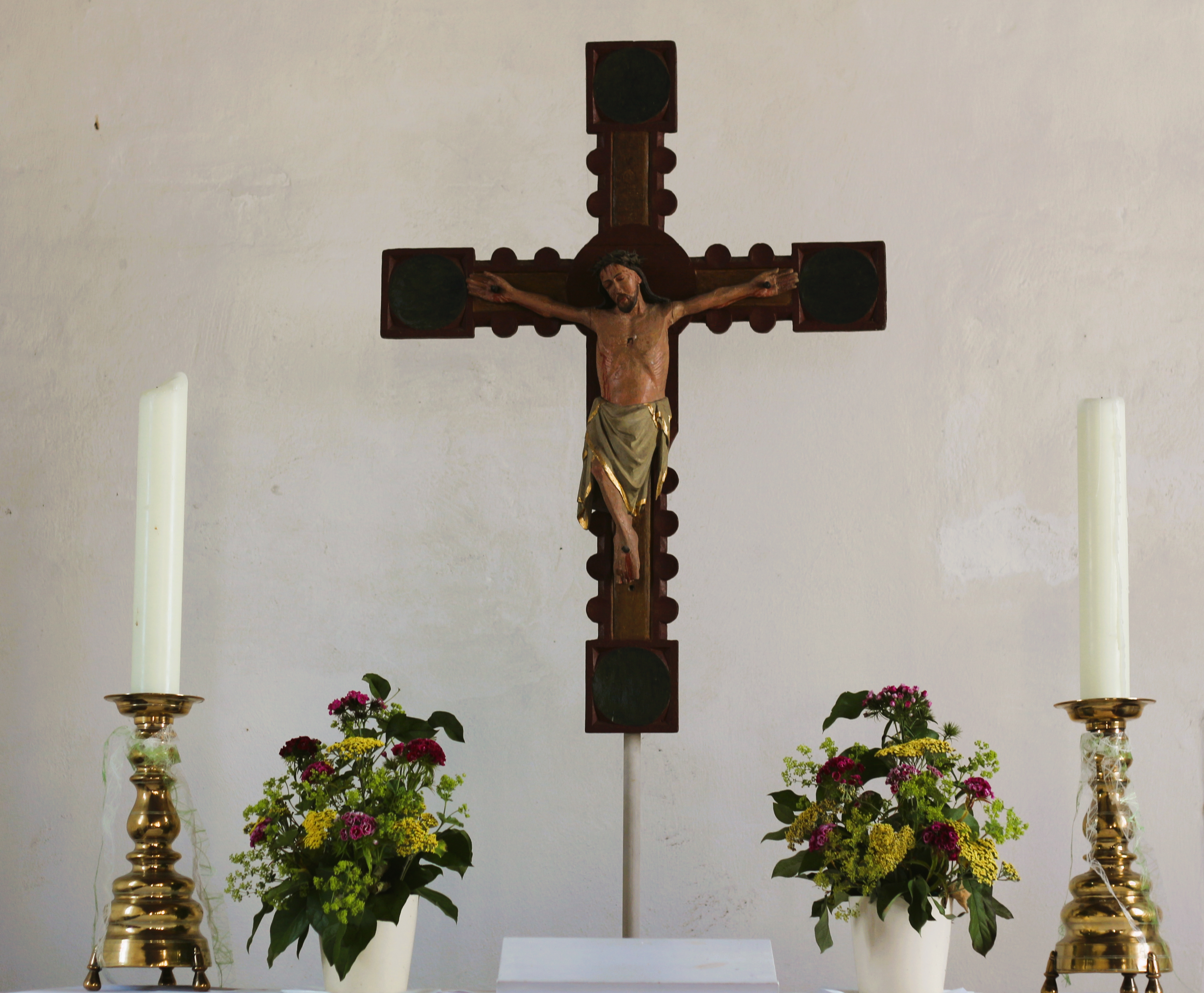
Altarkreuz
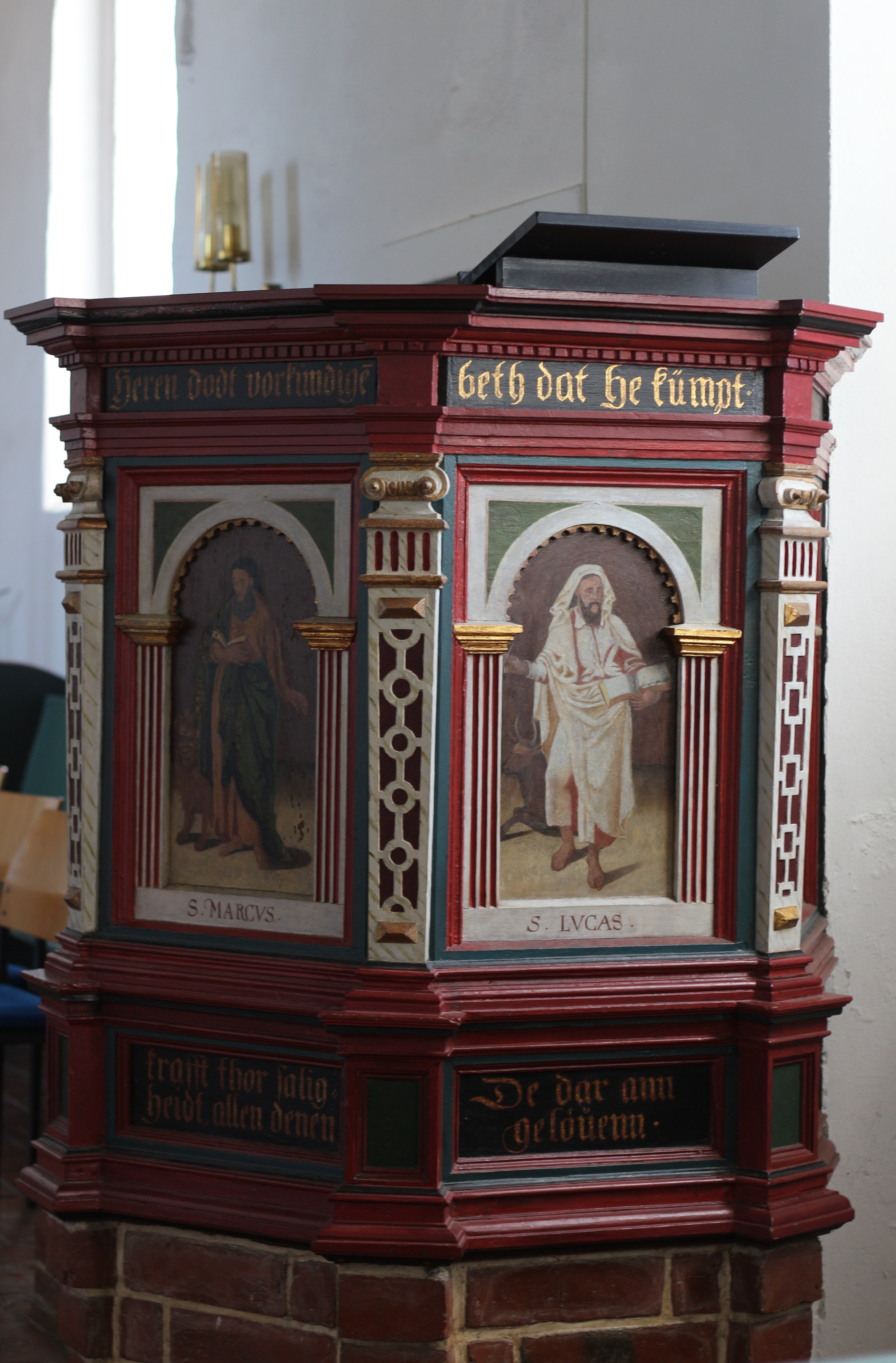
Kanzel

Die Glasfenster schuf 2018 Thomas Kuzio.

## Orgel
Die Orgel wurde vom Flensburger Orgelbauer Jürgen H. Angel im Jahr 1797 erbaut. Der Orgelprospekt besteht aus einem Schrank mit kleinem Mittelturm, eingerahmt von zwei großen Pedaltürmen. Das Orgelgehäuse stammt noch aus dem Jahre 1797, das heutige Instrument selbst wurde 1900 von dem Orgelbauer Emil Hansen neu errichtet. Das Schleifladen-Instrument hat 15 Register auf zwei Manualwerken und Pedal. Die Spiel- und Registertrakturen sind mechanisch.
| I Hauptwerk CD–c3 |           |        |
| 1.                | Rohrflöte | 08′    |
| 2.                | Prinzipal | 04′    |
| 3.                | Nasat 0   | 02 ⁄3′ |
| 4.                | Oktave    | 02′    |
| 5.                | Quinte 0  | 01 ⁄3′ |
| 6.                | Mixur IV  |        |
| 7.                | Dulcian   | 08′    |

| II Nebenwerk CD–c3 |                  |     |
| 8.                 | Gedackt          | 08′ |
| 9.                 | Praestant        | 04′ |
| 10.                | Flöte            | 04′ |
| 11.                | Waldflöte        | 02′ |
| 12.                | Sesquialtera II0 |     |
|                    | Tremulant        |     |

| Pedal CD–d1 |               |     |
| 13.         | Subbass       | 16′ |
| 14.         | Gedacktbass 0 | 08′ |
| 15.         | Oktave        | 04′ |

- Koppeln: II/I, I/P,

## Kirchengemeinde
Die Nicolaikirche in Treia gehört zur Kirchengemeinde Treia, die auch Silberstedt mit Ausnahme des Ortsteils Esperstoft umfasst. In Silberstedt befindet sich die 1963 geweihte Christuskirche, die von dem Architekten Wilhelm Neveling entworfen wurde. Das Altarkreuz wurde 2014 von Konfirmanden geschaffen.